# اچ‌ام‌اس کپل (کی۴۷۰)
اچ‌ام‌اس کپل (کی۴۷۰) (به انگلیسی: HMS Capel (K470)) یک زیردریایی بود که طول آن ۲۸۹ فوت ۵ اینچ (۸۸٫۲۱ متر) بود. این زیردریایی در سال ۱۹۴۳ ساخته شد.